# Royal Aircraft Factory S.E.5
Royal Aircraft Factory S.E.5 là một loại máy bay chiến đấu của Anh trong Chiến tranh Thế giới thứ nhất. Nó được phát triển tại Nhà máy Máy bay Hoàng gia bởi một nhóm gồm Henry Folland, John Kenworthy và Đại tá Frank Goodden. Đây là một trong những máy bay nhanh nhất trong chiến tranh, đồng thời ổn định và khá dễ điều khiển. Theo tác giả hàng không Robert Jackson, S.E.5 là: "chiếc máy bay chiến đấu nhanh nhẹn, sau này được mô tả là 'Spitfire của Chiến tranh Thế giới thứ nhất'".
Trong hầu hết các khía cạnh, S.E.5 có hiệu suất vượt trội so với đối thủ Sopwith Camel, mặc dù ít phản ứng nhanh với điều khiển hơn. Những vấn đề với động cơ Hispano-Suiza, đặc biệt là phiên bản đầu tiên sử dụng động cơ H-S 8B có hệ thống truyền động, đã dẫn đến tình trạng thiếu hụt loại máy bay này kéo dài đến tận năm 1918. Vì vậy, mặc dù những chiếc S.E.5 đầu tiên đã tới Mặt trận phương Tây trước Sopwith Camel, nhưng số lượng các phi đội được trang bị S.E.5 ít hơn so với phi đội sử dụng máy bay chiến đấu Sopwith.
Cùng với Sopwith Camel, S.E.5 đóng vai trò quan trọng trong việc giành lại ưu thế không quân của phe Đồng minh vào giữa năm 1917 và duy trì nó trong một thời gian, đảm bảo không tái diễn "Tháng Tư Đẫm Máu" 1917, khi tổn thất trong Không quân Hoàng gia Anh nặng nề hơn nhiều so với trong Không quân Đức. Các máy bay S.E.5 tiếp tục phục vụ trong Không quân Hoàng gia Anh (RAF) trong một thời gian sau khi Hiệp định ngừng bắn kết thúc cuộc xung đột; một số chiếc được chuyển giao cho các nhà khai thác quân sự ở nước ngoài, trong khi một số khác cũng được các nhà khai thác dân sự sử dụng.

## Phát triển
Nguồn gốc
Máy bay S.E.5 (Scout Experimental 5) được thiết kế bởi Henry Folland, John Kenworthy và Trung tá Frank Goodden của Nhà máy Máy bay Hoàng gia ở Farnborough. Nó được xây dựng xung quanh động cơ Hispano-Suiza 8 mới, loại động cơ V8 công suất 150 mã lực (112 kW), mặc dù mang lại hiệu suất tuyệt vời, nhưng ban đầu chưa được phát triển đầy đủ và không đáng tin cậy. Chiếc nguyên mẫu đầu tiên trong ba chiếc đã bay vào ngày 22 tháng 11 năm 1916. Hai nguyên mẫu đầu tiên đã bị mất do tai nạn (chiếc đầu tiên đã giết chết phi công thử nghiệm chính của Nhà máy Máy bay Hoàng gia, Trung tá Frank Goodden, vào ngày 28 tháng 1 năm 1917) do một yếu điểm trong thiết kế cánh của chúng. Nguyên mẫu thứ ba đã được chỉnh sửa trước khi sản xuất bắt đầu; S.E.5 được biết đến trong quân đội là một máy bay có độ bền đặc biệt, có thể thực hiện các pha nhào lộn ở tốc độ rất cao – cánh máy bay vuông vắn cũng giúp cải thiện kiểm soát ngang ở tốc độ bay thấp.
Giống như các loại máy bay đáng chú ý khác của Nhà máy Máy bay Hoàng gia trong cuộc chiến (B.E.2, F.E.2 và R.E.8), S.E.5 có tính ổn định tự nhiên, khiến nó trở thành một nền tảng bắn súng xuất sắc, nhưng nó cũng khá linh hoạt. Nó là một trong những máy bay nhanh nhất của cuộc chiến với tốc độ 138 mph (222 km/h), tương đương ít nhất với SPAD S.XIII và nhanh hơn bất kỳ loại máy bay Đức tiêu chuẩn nào trong giai đoạn này. Mặc dù S.E.5 không linh hoạt và hiệu quả trong những trận không chiến căng thẳng như Camel, nhưng nó dễ bay và an toàn hơn rất nhiều, đặc biệt đối với các phi công mới. Theo "Dodge" Bailey, cựu Phi công thử nghiệm trưởng của Bộ sưu tập Shuttleworth, S.E.5 có "đặc điểm điều khiển khá tương tự với de Havilland Tiger Moth, nhưng với sức mạnh vượt trội hơn."
S.E.5b
Chỉ có 79 máy bay S.E.5 nguyên bản được hoàn thành trước khi sản xuất chuyển sang mẫu cải tiến, được gọi là S.E.5a. Các mẫu ban đầu của S.E.5a khác biệt với các mẫu sản xuất muộn của S.E.5 chỉ ở loại động cơ lắp đặt – một động cơ Hispano-Suiza 8b 200 mã lực có hộp số, thường quay một cánh quạt bốn lá lớn theo chiều kim đồng hồ, thay thế cho động cơ H.S. 8A 150 mã lực. Tổng cộng có 5.265 chiếc S.E.5 được chế tạo bởi sáu nhà sản xuất: Austin Motors (1.650), Công ty Điều hướng và Kỹ thuật Hàng không (560), Curtiss (1), Martinsyde (258), Nhà máy Hàng không Hoàng gia (200), Vickers (2.164) và Wolseley Motors Limited (431).
Ngay sau khi Mỹ tham gia vào Chiến tranh Thế giới thứ nhất, các kế hoạch được đưa ra cho một số nhà sản xuất máy bay Mỹ bắt đầu sản xuất hàng loạt các máy bay đã có trong phục vụ với các cường quốc Đồng Minh, một trong số đó là chiến đấu cơ S.E.5. Ngoài một đơn đặt hàng 38 chiếc S.E.5a do Austin sản xuất, được chế tạo tại Anh và giao cho Lực lượng Viễn chinh Mỹ để trang bị cho các phi đội quân đội Mỹ đã được triển khai, Chính phủ Mỹ đã phát hành nhiều đơn đặt hàng cho Công ty Máy bay và Động cơ Curtiss để sản xuất và giao khoảng 1.000 chiếc S.E.5 được sản xuất tại Hoa Kỳ. Tuy nhiên, chỉ có một chiếc máy bay do Curtiss sản xuất được hoàn thành trước khi kết thúc cuộc chiến, sau đó nhu cầu về S.E.5 đã hầu như biến mất, và sản xuất nhanh chóng bị dừng lại sau khi thêm 56 chiếc máy bay được lắp ráp từ các bộ phận đã giao.
Ban đầu, việc chế tạo thân máy bay vượt quá nguồn cung động cơ Hispano-Suiza sản xuất tại Pháp, rất hạn chế, và các phi đội dự kiến nhận máy bay chiến đấu mới phải tiếp tục sử dụng các máy bay Airco DH 5 và Nieuport 24 cho đến đầu năm 1918. Mẫu động cơ có hộp số "-8b" gặp phải vấn đề nghiêm trọng với hệ thống giảm tốc, đôi khi cánh quạt (và thậm chí toàn bộ hộp số trong một vài trường hợp) tách rời khỏi động cơ và thân máy bay trong khi bay, một vấn đề tương tự cũng gặp phải với chiếc Sopwith Dolphin có động cơ tương tự. Việc giới thiệu động cơ Wolseley Viper 200 mã lực (149 kW), một phiên bản động cơ Hispano-Suiza 8a có tỷ lệ nén cao và truyền động trực tiếp do Wolseley Motors Limited sản xuất theo giấy phép, đã giải quyết được vấn đề động cơ của S.E.5a và nhanh chóng được chấp nhận là động cơ tiêu chuẩn của loại máy bay này. Sau đó, một số máy bay đã được chuyển đổi thành cấu hình hai chỗ ngồi để phục vụ như máy bay huấn luyện.

## Tính năng kỹ chiến thuật (S.E.5a)

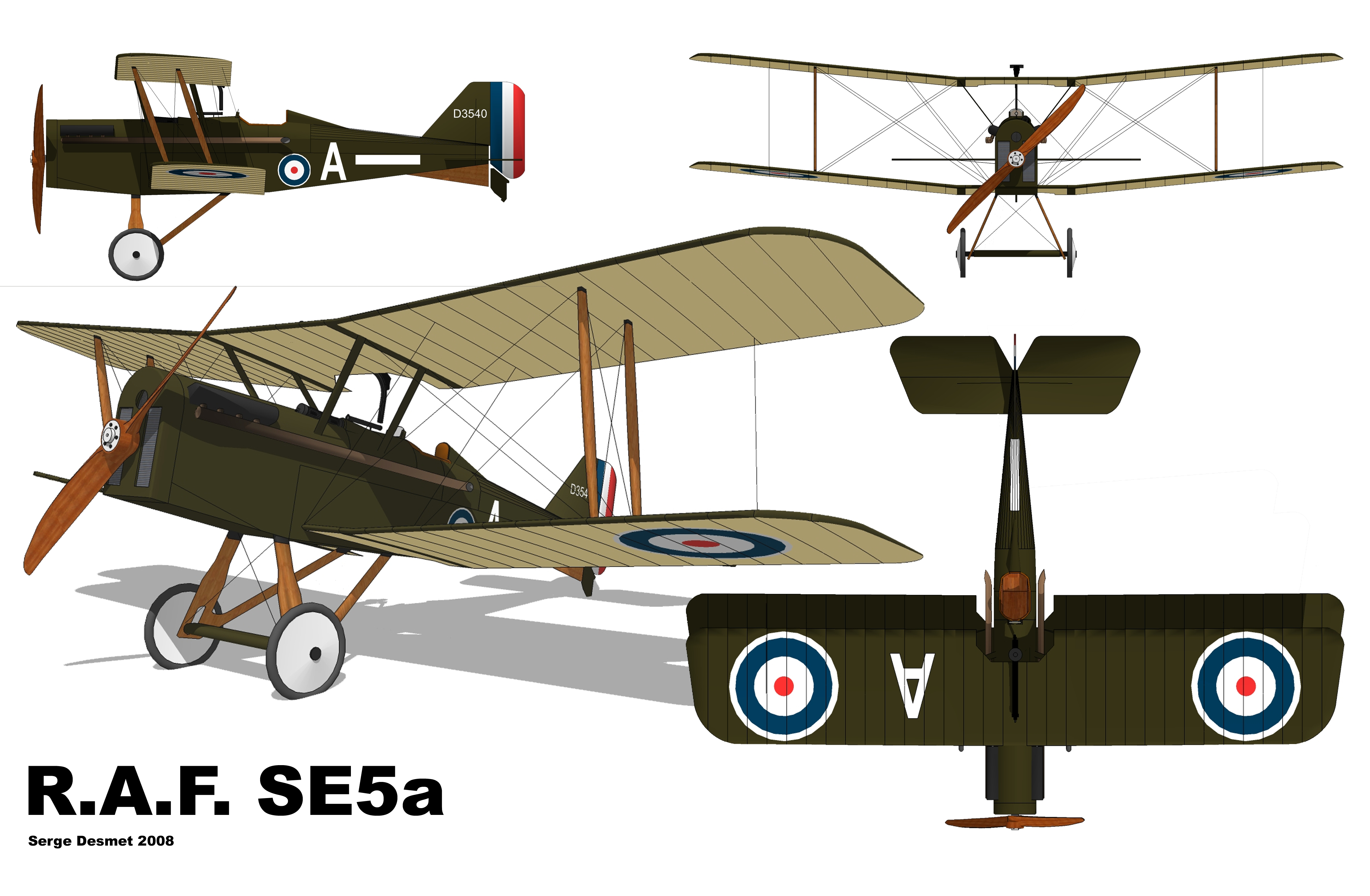
SE5a

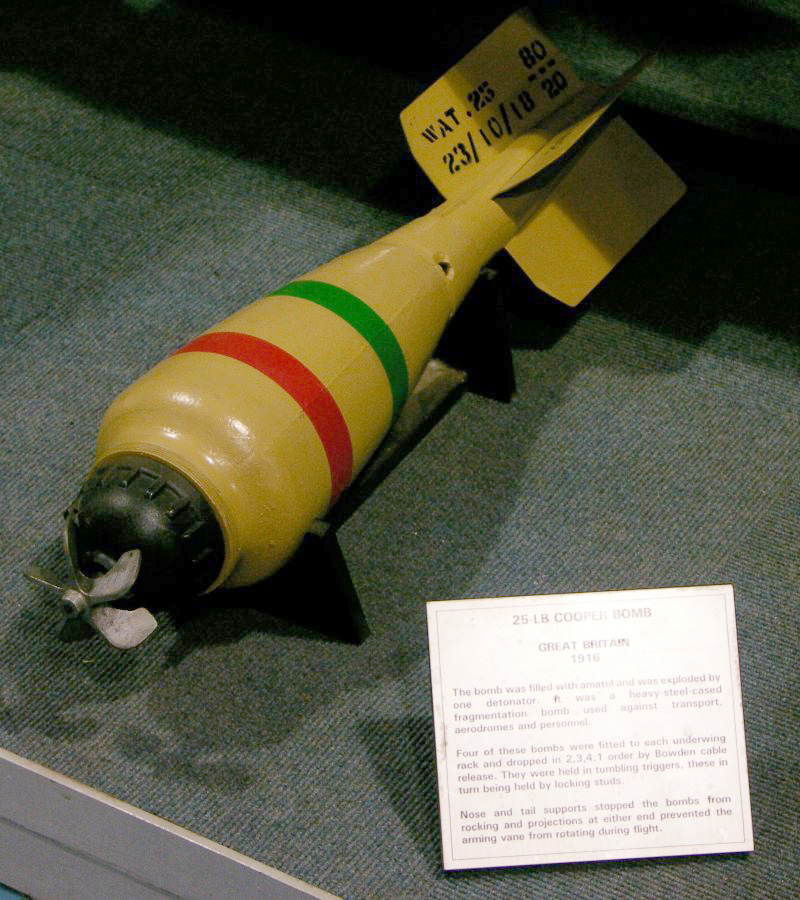
Bom Cooper 25lb

## Biến thể
S.E.5
S.E.5a
S.E.5b
Eberhart S.E.5e

## Quốc gia sử dụng
Argentina
- Hải quân Argentina

 Úc
- Quân đoàn Không quân Australia
- Không quân Hoàng gia Australia

 Canada
- Không quân Canada
- Không quân Hoàng gia Canada

 Chile
- Không quân Chile

 Ireland
- Cục Không quân Ireland
- Quân đoàn Không quân Ireland

 Ba Lan
- Không quân Ba Lan

 South Africa
- Không quân Nam Phi

 Anh Quốc